# Craigsville (Wirginia)
Craigsville – miasto w Stanach Zjednoczonych, w stanie Wirginia, w hrabstwie Augusta.